# Simon Thern
Johan Simon Thern, född 18 september 1992 i Värnamo, är en svensk fotbollsspelare som spelar för sin moderklubb IFK Värnamo. Han är son till före detta landslagsspelaren Jonas Thern. Simon Thern spelar främst som offensiv mittfältare.

## Uppväxt
Simon Thern växte upp i Kärda utanför Värnamo med sina föräldrar och sin yngre syster Alicia.

## Klubbkarriär

### Helsingborgs IF
Thern debuterade i Allsvenskan i april 2011 för Helsingborgs IF. Han gjorde sitt första allsvenska mål den 9 maj samma år när Helsingborg besegrade Gefle IF med 3-0. Ett 2011 med 23 matcher spelade och 2 allsvenska mål gjorda, slutade med ett vunnet första SM-guld för Thern och ett vunnet första SM-guld på tolv år för Helsingborg. 
I december 2011 såldes Thern till Helsingborgs ärkerival Malmö FF.

### Malmö FF
Den 23 december 2011 blev det klart att Thern skrivit på ett treårskontrakt för Malmö FF. 2013 och 2014 lyckades Malmö FF vinna allsvenskan vilket innebar att Thern redan vid 22 års ålder vunnit den svenska högstaligan tre gånger.

### Heerenveen och AIK
Vid årsskiftet 2014/2015 skrev Thern på kontrakt med den nederländska klubben SC Heerenveen, kontraktet skrevs fram till sommaren 2018.
I februari 2017 lånades Thern ut till AIK över hela säsongen 2017.

### IFK Norrköping
Den 15 januari 2018 värvades Thern av IFK Norrköping, där han skrev på ett treårskontrakt. I samband med att hans kontrakt gick ut i slutet av 2020 gick parterna skilda vägar.

### IFK Göteborg
Den 22 februari 2021 skrev Thern på ett treårskontrakt för IFK Göteborg.

### Återkomst i IFK Värnamo
Den 28 mars 2023 blev Thern klar för en återkomst i moderklubben IFK Värnamo, där han skrev på ett treårskontrakt.

## Landslagskarriär
Thern gjorde sin A-landslagsdebut 23 januari 2012 då han hoppade in i en vänskapsmatch mot Qatar. Matchen slutade 5-0 och Thern gjorde ett mål.